# ضاحية تيروبور
تيروبور رمزها «TP» (بالإنجليزية: Tiruppur) ، هو تقسيم إداري لدولة الهند تتبع ولاية تاميل نادو (بالإنجليزية: Tamil  Nadu) ، مركزها هو مدينة تيروبور (بالإنجليزية: Tiruppur) عدد سكانها حسب تعداد سنة 2001 هو 19,17,033 ، مساحتها 5,106 كم² وكثافة السكان 375 لكل كم² .